# Serie C AIFA 1986
La Serie C AIFA 1986 è stato il livello d'ingresso del campionato italiano di football americano nel 1986. È stato il secondo campionato minore d'ingresso organizzato dall'Associazione Italiana Football Americano per rispondere alla crescita enorme che il football aveva avuto in quegli anni.
La nuova formula, era con 38 squadre divise in 8 gironi. Le qualificate al passaggio alla serie superiore erano 8.

## Regular season
Le prime classificate di ogni girone accedono ai playoff per la promozione alla serie superiore.

### Girone A
| Pos. | Squadra          | %V   | G | V | N | P | PF  | PS  |
| ---- | ---------------- | ---- | - | - | - | - | --- | --- |
| 1    | Leoni Palmanova  | .875 | 8 | 6 | 2 | 0 | 200 | 34  |
| 2    | New Boys Trento  | .812 | 8 | 6 | 1 | 1 | 192 | 64  |
| 3    | Mariners Venezia | .562 | 8 | 4 | 1 | 3 | 140 | 64  |
| 4    | Zebre Udine      | .250 | 8 | 2 | 0 | 6 | 126 | 190 |
| 5    | Snowcats Belluno | .000 | 8 | 0 | 0 | 8 | 22  | 328 |

### Girone B
| Pos. | Squadra                    | %V   | G | V | N | P | PF  | PS  |
| ---- | -------------------------- | ---- | - | - | - | - | --- | --- |
| 1    | Blacksmiths Cernusco       | .875 | 8 | 7 | 0 | 1 | 242 | 39  |
| 2    | Pythons Milano             | .750 | 8 | 6 | 0 | 2 | 264 | 84  |
| 3    | Crociati Monza             | .500 | 8 | 4 | 0 | 4 | 127 | 121 |
| 4    | Challengers San Pellegrino | .375 | 8 | 3 | 0 | 5 | 105 | 159 |
| 5    | Hammers Cantù              | .000 | 8 | 0 | 0 | 8 | 20  | 355 |

### Girone C
| Pos. | Squadra                 | %V   | G | V | N | P | PF  | PS  |
| ---- | ----------------------- | ---- | - | - | - | - | --- | --- |
| 1    | Wasps Vigevano          | .938 | 8 | 7 | 1 | 0 | 173 | 0   |
| 2    | Waves Riviera dei Fiori | .812 | 8 | 6 | 1 | 1 | 192 | 31  |
| 3    | Mouses Albenga          | .375 | 8 | 2 | 2 | 4 | 131 | 185 |
| 4    | Wolves Biella           | .312 | 8 | 2 | 1 | 5 | 68  | 193 |
| 5    | Starfighters Ciriè      | .072 | 8 | 0 | 1 | 7 | 48  | 203 |

### Girone D
| Pos. | Squadra             | %V   | G | V | N | P | PF  | PS  |
| ---- | ------------------- | ---- | - | - | - | - | --- | --- |
| 1    | Cinghiali Piacenza  | .938 | 8 | 7 | 1 | 0 | 184 | 9   |
| 2    | AFT Forlì           | .750 | 8 | 6 | 0 | 2 | 295 | 62  |
| 3    | Vipers Modena       | .438 | 8 | 3 | 1 | 4 | 145 | 175 |
| 4    | Phoenix San Lazzaro | .375 | 8 | 2 | 2 | 4 | 111 | 108 |
| 5    | Phantoms Segrate    | .000 | 8 | 0 | 0 | 8 | 12  | 393 |

### Girone E
| Pos. | Squadra           | %V    | G | V | N | P | PF  | PS  |
| ---- | ----------------- | ----- | - | - | - | - | --- | --- |
| 1    | Ironmen La Spezia | 1.000 | 8 | 8 | 0 | 0 | 161 | 59  |
| 2    | Apaches Firenze   | .625  | 8 | 5 | 0 | 3 | 139 | 57  |
| 3    | Rivers Pontedera  | .625  | 8 | 5 | 0 | 3 | 134 | 144 |
| 4    | Rangers Sarzana   | .188  | 8 | 1 | 1 | 6 | 54  | 117 |
| 5    | Trappers Cecina   | .062  | 8 | 0 | 1 | 7 | 102 | 213 |

### Girone F
| Pos. | Squadra           | %V    | G | V | N | P | PF  | PS  |
| ---- | ----------------- | ----- | - | - | - | - | --- | --- |
| 1    | Hunters Roma      | 1.000 | 6 | 6 | 0 | 0 | 184 | 37  |
| 2    | Brothers Macerata | .583  | 6 | 3 | 1 | 2 | 59  | 40  |
| 3    | U-Boats Ostia     | .333  | 6 | 2 | 0 | 4 | 58  | 94  |
| 4    | Rebels Viterbo    | .083  | 6 | 0 | 1 | 5 | 14  | 144 |

### Girone G
| Pos. | Squadra              | %V   | G | V | N | P | PF  | PS  |
| ---- | -------------------- | ---- | - | - | - | - | --- | --- |
| 1    | Oaks Napoli          | .875 | 8 | 7 | 0 | 1 | 330 | 39  |
| 2    | Kings Napoli         | .875 | 8 | 7 | 0 | 1 | 298 | 33  |
| 3    | Delfini Taranto      | .500 | 8 | 4 | 0 | 4 | 123 | 133 |
| 4    | Grasshoppers Bari    | .188 | 8 | 1 | 1 | 6 | 26  | 287 |
| 5    | Green Hawks Barletta | .062 | 8 | 0 | 1 | 7 | 24  | 309 |

### Girone H
| Pos. | Squadra             | %V    | G | V | N | P | PF  | PS  |
| ---- | ------------------- | ----- | - | - | - | - | --- | --- |
| 1    | Elephants Catania   | 1.000 | 6 | 6 | 0 | 0 | 296 | 20  |
| 2    | Cardinals Palermo   | .593  | 6 | 3 | 1 | 2 | 140 | 68  |
| 3    | Red Eagles CZ       | .417  | 6 | 2 | 1 | 3 | 108 | 78  |
| 4    | Blackstars Bagheria | .000  | 6 | 0 | 0 | 6 | 6   | 384 |

## Playoff
Accedono ai playoff le prime squadre di ogni girone.
|  | Quarti di finale | Quarti di finale     | Quarti di finale |              |                    | Semifinali           | Semifinali | Semifinali |  |  | C bowl I | C bowl I       | C bowl I |
|  |                  |                      |                  |              |                    |                      |            |            |  |  |          |                |          |
|  | 1B               | Blacksmiths Cernusco | 30               |              |                    |                      |            |            |  |  |          |                |          |
|  | 1A               | Leoni Palmanova      | 14               |              |                    |                      |            |            |  |  |          |                |          |
|  | 1A               | Leoni Palmanova      | 14               |              | 1B                 | Blacksmiths Cernusco | 20         |            |  |  |          |                |          |
|  |                  |                      |                  |              | 1B                 | Blacksmiths Cernusco | 20         |            |  |  |          |                |          |
|  |                  | 1C                   | Wasps Vigevano   | 21 ot        |                    |                      |            |            |  |  |          |                |          |
|  | 1D               | 1C                   | Wasps Vigevano   | 21 ot        | Cinghiali Piacenza | 0                    |            |            |  |  |          |                |          |
|  | 1D               |                      |                  |              | Cinghiali Piacenza | 0                    |            |            |  |  |          |                |          |
|  | 1C               | Wasps Vigevano       | 3 ot             |              |                    |                      |            |            |  |  |          |                |          |
|  |                  |                      |                  |              |                    |                      |            |            |  |  | 1C       | Wasps Vigevano | 23       |
|  |                  |                      | 1F               | Hunters Roma | 7                  |                      |            |            |  |  |          |                |          |
|  | 1G               | Oaks Napoli          | 16               |              |                    |                      |            |            |  |  |          |                |          |
|  | 1H               | Elephants Catania    | 30               |              |                    |                      |            |            |  |  |          |                |          |
|  | 1H               | Elephants Catania    | 30               |              | 1H                 | Elephants Catania    | 22         |            |  |  |          |                |          |
|  |                  |                      |                  |              | 1H                 | Elephants Catania    | 22         |            |  |  |          |                |          |
|  |                  | 1F                   | Hunters Roma     | 42           |                    |                      |            |            |  |  |          |                |          |
|  | 1F               | 1F                   | Hunters Roma     | 42           | Hunters Roma       | 8                    |            |            |  |  |          |                |          |
|  | 1F               |                      |                  |              | Hunters Roma       | 8                    |            |            |  |  |          |                |          |
|  | 1E               | Ironmen La Spezia    | 0 dgs            |              |                    |                      |            |            |  |  |          |                |          |

### C bowl
Il I C Bowl si è disputato domenica 14 dicembre 1986 al Velodromo Vigorelli di Milano, davanti al pubblico di 10.500 spettatori. L'incontro è stato vinto dagli Wasps Vigevano sugli Hunters Roma, con il risultato di 23 a 7.
Il premio di miglior giocatore dell'incontro è stato assegnato a Enzo Bisicchia, runningback dei Wasps.